# Khao Lak

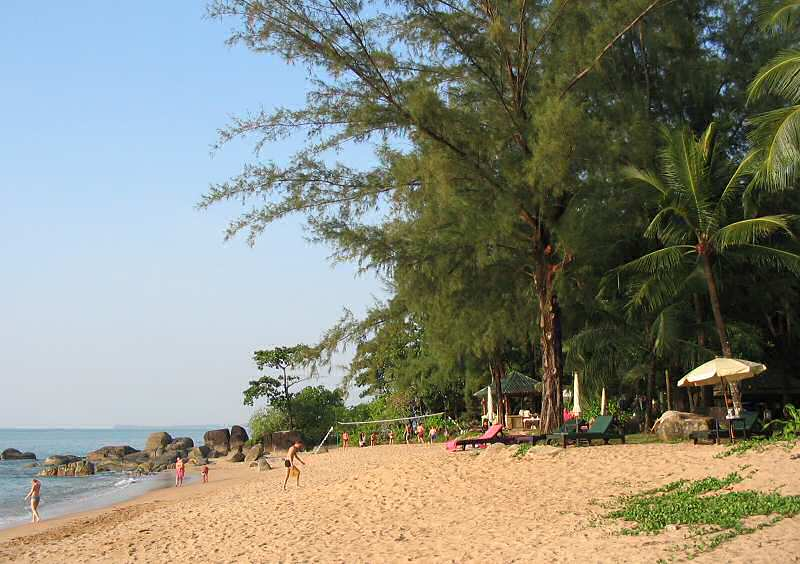
Strand bei Khao Lak

Khao Lak (Thai: เขาหลัก, Aussprache: [kăo.làk] – etwa: Pfahl-Berg) ist ein Berg an der Westküste Thailands nahe der Andamanensee im Landkreis (Amphoe) von Takua Pa, Provinz Phang Nga, Süd-Thailand. Bekannter ist allerdings die gleichnamige Urlaubsregion, die sich ihm gegenüber an der Küste, etwa 60 Kilometer nördlich von Phuket, befindet.

## Klima und Wetter
In Khao Lak ist das Klima tropisch, geprägt von hohen Temperaturen und hoher Luftfeuchtigkeit. Die durchschnittliche Jahrestemperatur in Khao Lak beträgt etwa 27,2 °C. Die klimatischen Verhältnisse in der Region Khao Lak können grob in drei Hauptjahreszeiten unterteilt werden:
- Heiße Jahreszeit (Mitte Februar bis Mitte Mai): Diese Periode ist gekennzeichnet durch hohe Temperaturen und hohe Luftfeuchtigkeit. Der April gilt als der wärmste Monat.
- Regenzeit (Mitte Mai bis Mitte Oktober): In diesen Monaten ist mit starken Regenfällen zu rechnen. Der Monat mit dem höchsten durchschnittlichen Niederschlag ist der September.
- Kühle Jahreszeit (Mitte Oktober bis Mitte Februar): Während dieser Zeit sind die Temperaturen milder, jedoch nicht kalt. Der Januar gilt als der am wenigsten heiße Monat des Jahres.

Die Monate November bis März sind folglich besonders geeignet für Outdoor-Aktivitäten und den Strandurlaub, da es wenig regnet und die Temperaturen relativ mild sind. Von Mai bis Oktober sind Unterkünfte und Pauschalreisen wegen möglicher starker Regenfälle jedoch preiswerter. Der April ist besonders interessant für Reisende, die an kulturellen Festen, wie dem thailändischen Neujahr, teilnehmen möchten.

## Wirtschaft
Wesentlicher Wirtschaftszweig der Region ist der Tourismus, was seit Ende der 1980er Jahre zu einem umfangreichen Ausbau der touristischen Infrastruktur führte. Khao (Berg) Lak ist also eine touristische Bezeichnung eines relativ jungen Urlaubsgebietes. Von Phuket bis nach Takua Pa ziehen sich scheinbar endlose Sandstrände. Größere Ortschaften gibt es nicht. Hauptort der Khao Lak Region ist die kleine Ortschaft La Ohn. Hier liegt auch der bekannte Nang Thong Beach.
In der Region Khao Lak hat sich die Wirtschaft im Laufe der Zeit entwickelt und verändert. In der Vergangenheit spielte der Zinnhandel eine bedeutende Rolle als Wirtschaftszweig. Heute sind andere Industrien in den Vordergrund getreten. Shrimpfarmen tragen zur Lebensmittelproduktion bei, während der Fischfang weiterhin eine Einkommensquelle darstellt. Kautschukplantagen liefern Rohstoffe für verschiedene Produkte, und Palmölplantagen sind ebenfalls ein wichtiger Wirtschaftsfaktor. Zusätzlich haben sich Obstplantagen, insbesondere für exotische Früchte wie Mangustin, Rambutan und Durian, etabliert.
Heute ist der Tourismus zur Haupteinnahmequelle der Region geworden, was die wirtschaftliche Landschaft von Khao Lak maßgeblich geprägt hat. Während der Covid-Pandemie gab es jedoch eine verstärkte Konzentration auf die Landwirtschaft. Dieser Schwerpunkt hat dazu beigetragen, die Wirtschaft in einer Zeit der Unsicherheit zu stabilisieren und zeigt die Vielfalt und Anpassungsfähigkeit der Wirtschaftszweige in Khao Lak.

## Verkehr
Die Entfernung von Bangkok beträgt 10 Fahrstunden mit dem Bus.
Der nächstgelegene Flughafen ist der Flughafen Phuket, welcher ca. 1,5 Autostunden entfernt ist. Man erreicht Khao Lak am besten mit einem Transfer oder Taxi.
Die Hauptstraße, welche sich durch den gesamten Ort zieht, ist die Nationalstraße Nummer 4. In den Ortschaften Nang Thong (Khao Lak Center) und Bang Niang gibt es jeweils eine Ampel, an der man sich orientieren kann.

## Tourismus
Touristische Highlights sind die Strände von Nang Thong, Bang Niang und Khuk Khak. Die Ansiedlungen der Hotels und Resorts ziehen sich vom Taplamu-Hafen (dem Starthafen zu den Similan-Inseln) bis hinauf nach Nam Kaem.
Außerdem ist Khao Lak der Ausgangspunkt für viele Tagesausflüge zu den Tauchgründen bei den Similan-Inseln, die etwa 70 Kilometer vor der Küste liegen. Auch der Nationalpark Khao Sok in der Provinz Surat Thani wird von Khao Lak aus viel besucht.

## Strände
Die Strände Khao Laks erstrecken sich über 25 km entlang der Küste der Andamanensee. Die Strände gehen größtenteils fließend ineinander über, bieten aber alle eine unterschiedliche Atmosphäre. Von schattenspendenden Nadelbäumen (Kasuarinen) über Kokospalmen bis hin zu Blumenbeeten, die den Strand säumen, ist alles vertreten. Es gibt sowohl Stellen mit schwarzem zinnhaltigen Sand, als auch Abschnitte mit feinem weißen Sand. Alle Strände Khao Laks eint, dass sie zum Entspannen, Baden oder Spazieren einladen. Da viele der Strände Teil eines Nationalparks sind, findet man dort keine Sonnenliegen oder -schirme. Auch Motorwassersport ist untersagt, das Surfen jedoch nicht. Aufgrund offizieller Regierungserklärungen und Marketingmaßnahmen verschiedener Resorts ist es schwierig, konkrete Strandgrenzen zu setzen. Allgemein anerkannt kann man jedoch folgende Strände nennen (von Süden nach Norden):
- Taplamu Beach, gelegen an der Navy Station beim Dorf Lam Kaen
- Khaolak Beach, südlich der Landzunge, welche die südliche Grenze der Region markiert
- Sunset Beach, nördlich der Landzunge, welche die südliche Grenze der Region markiert
- Nang Thong Beach, im Dorf Bang La On gelegen (fälschlicherweise oft Khao Lak genannt)
- Bangniang Beach, im gleichnamigen Dorf, etwa 3 km nördlich von Bang La On
- Khuk Khak Beach, im gleichnamigen Dorf, etwa 2–3 km nördlich von Bang Niang
- Pakarang Beach, nördlich von Khuk Khak
- Coconut Beach, gelegen auf der Landzunge, welche die nördliche Grenze der Region markiert
- White Sand Beach, nördlich der Landzunge, welche die nördliche Grenze der Region markiert
- Bangsak Beach, nördlich von Cape Pakarang
- Bang Lud Beach, nördlich von Laem Tantawan

## Der Tsunami vom 26. Dezember 2004

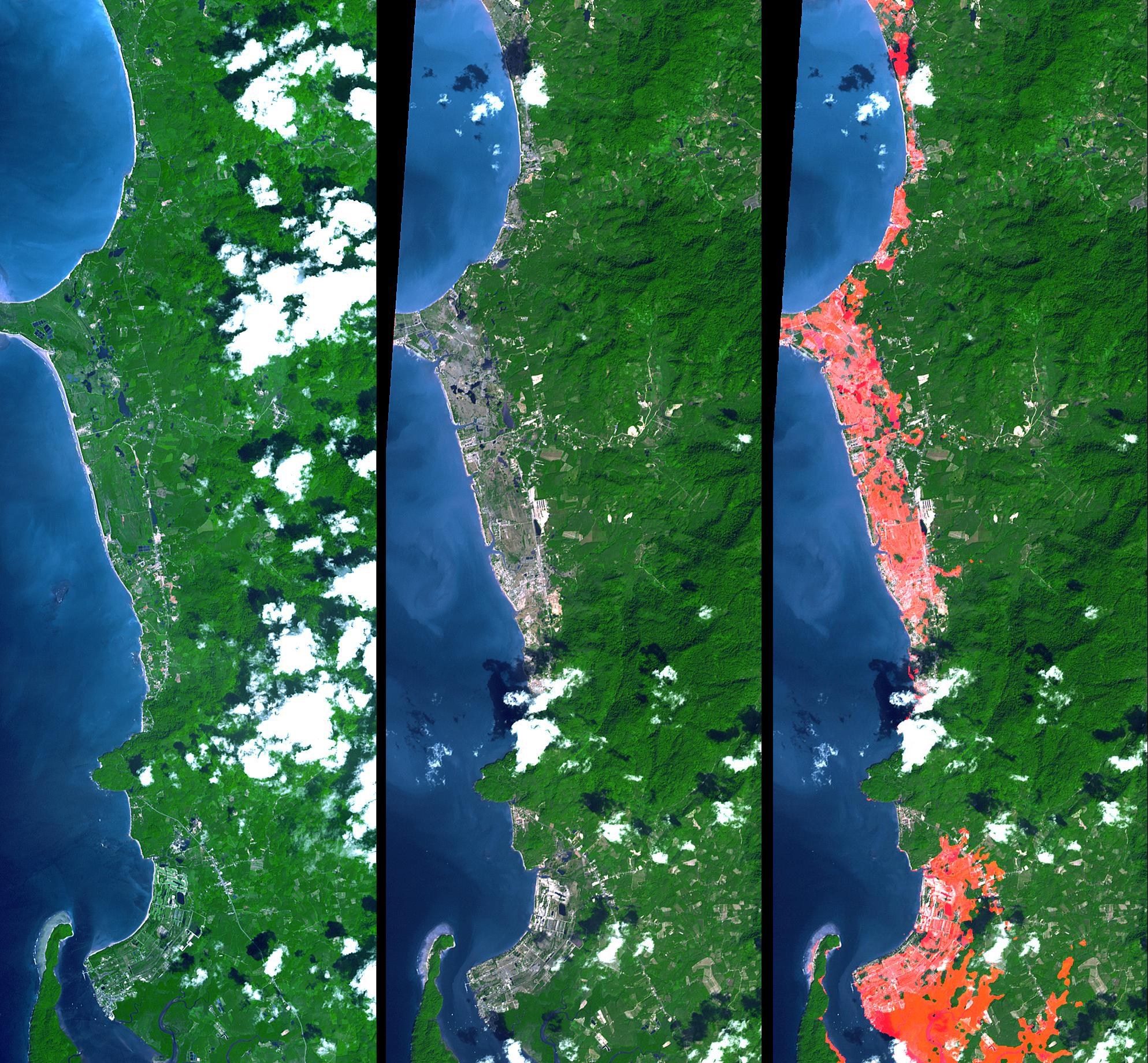
Zerstörungen durch den Tsunami 2004 in Khao Lak

In Deutschland erregte Khao Lak das Medieninteresse infolge der schwersten Verwüstungen innerhalb Thailands, die Seebeben im Indischen Ozean am 26. Dezember 2004 und der folgende Tsunami anrichteten. Die Region ist ein beliebtes Reiseziel für europäische Touristen, anteilig ca. 80 %. Beim Tsunami kamen einige hundert Touristen ums Leben. Die endgültige Zahl der Todesopfer lag bei über 4000, wobei lokale inoffizielle Schätzungen aufgrund des Mangels an genauen Regierungszählungen und der Tatsache, dass ein Großteil der burmesischen Migrantenbevölkerung weder dokumentiert noch als legal ansässig anerkannt wurde, auf über 10.000 geschätzt wurden. Die Schäden wurden bis zur beginnenden Reisesaison im Herbst 2006 beseitigt.

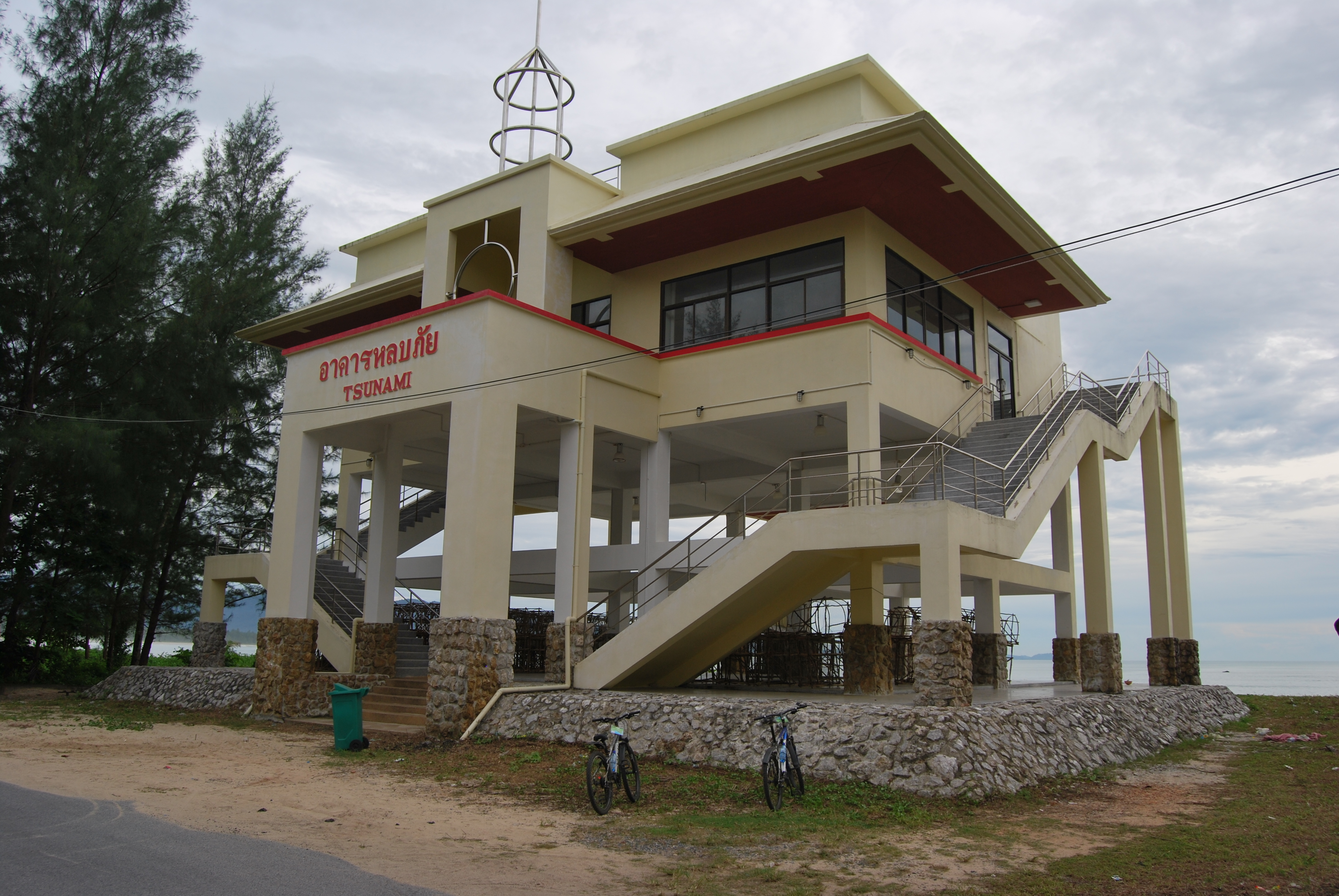
Schutzbau, der nach dem Tsunami von 2004 errichtet wurde.

Der größte Teil der Küstenlandschaft, das heißt Strände, Ferienorte und Vegetation, wurden durch den Tsunami zerstört. Einige Wiederbepflanzungsprogramme wurden eingeleitet, welche einen großen Erfolg verzeichnen durften. Studien, die darauf hinweisen, dass die Küstenvegetation möglicherweise die Auswirkungen der Wellen abfederte, haben dazu beigetragen, dass die Wiederbepflanzung und Erhaltung der Küstenvegetation zu einer Priorität beim Wiederaufbau der Landschaft geworden sind.
Als Erinnerung an die Kraft, welche ein Tsunami ausüben kann, liegt das thailändische Marineschiff 813 (Tor 813) knapp 2 Kilometer von Bang Niang Strand entfernt im Landesinneren. Es war auf Patrouille und bewachte Bhumi Jensen, einen Enkel des Königs, als er vor dem La Flora Resort Jet Ski fuhr. Trotz Rettungsbemühungen konnte er nicht von den Wellen gerettet werden. Seine Mutter Prinzessin Ubol Ratana und seine Schwester überlebten, indem sie in ein oberes Stockwerk des La Flora Resorts flohen. Das Boot 813 wurde durch die Wucht der Wellen landeinwärts gespült und kam gegenüber dem Marktplatz von Bang Niang zur Ruhe. Das Gebiet, in dem es sich befindet, wurde renoviert und enthält ein Museum, das den Ereignissen vom 26. Dezember gewidmet ist.
Der 2012 erschienene Spielfilm The Impossible des spanischen Regisseurs Juan Antonio Bayona erzählt die wahre Geschichte einer Urlauberfamilie während und nach dem Tsunami.

## Belege
1. ↑  Khao Lak Ausflüge: Die Strände von Khao Lak. In: Khao Lak Ausflüge. 6. Juli 2023, abgerufen am 16. August 2023 (deutsch).
2. ↑  Khao Lak Beaches – Resorts on Khao Lak Beach – Khaolaklanddiscovery.com. In: Khao Lak Land Discovery. Archiviert vom Original am 2. Januar 2023; abgerufen am 27. Januar 2020 (englisch).
3. ↑  @charliecamp6ell: The Tsunami's Wake. In: time.com. 25. Dezember 2014, abgerufen am 11. Februar 2024.
4. ↑  https://mediamanager.sei.org/documents/Publications/SEI-ProjectReport-Calgaro-DestinationVulnerabilityAssessmentForKhaoLakThailand-2009.pdf

Koordinaten: 8° 40′ N, 98° 15′ O